# Руднево (Путивльский район)
Руднево (укр. Руднєве) — село, Рудневский сельский совет, Путивльский район, Сумская область, Украина.
Код КОАТУУ — 5923887201. Население по переписи 2001 года составляло 768 человек.
Является административным центром Рудневского сельского совета, в который, кроме того, ранее входило ныне ликвидированное село Нове Життя.

## Географическое положение
Село Руднево находится в месте впадения реки Ольшанка в реку Берюшка, а её в реку Клевень, выше по течению реки Ольшанка на расстоянии в 1 км расположено село Ореховка, выше по течению реки Берюшка на расстоянии в 1 км расположено село Вощинино, на противоположном берегу реки Клевень — село Ховзовка.

## История
Вблизи села Руднево обнаружены поселения бронзового и раннего железного веков, а также Развитого Средневековья.
Населённый пункт основан во второй половине XVI века. Упоминается в 1615 году как сельцо Берюх, подаренное Расстригой (Лжедмитрием I) Молченскому монастырю. Местные жители издавна занимались ломкой камня. Население Берюха обычно причисляли к горюнам.
В 1953 году к селу Берюх было присоединено соседнее село Моисеевка — родина героя Советского Союза С. В. Руднева.
В 1962 году село Берюх было переименовано в Руднево.

## Экономика
- Молочно-товарная ферма.
- «Агро-закупка», ГП.

## Объекты социальной сферы
- Дом культуры.
- Музей истории.

## Религия
- Свято-Успенский храм.

## Известные люди
- Руднев Семён Васильевич (1899—1943) — Герой Советского Союза, генерал-майор, родился в селе Моисеевка.